# Erdőkertes
Erdőkertes là một thị trấn thuộc hạt Pest, Hungary. Thị trấn này có diện tích 5,75 km², dân số năm 2010 là 7583 người, mật độ 1319 người/km².